# Ramón Medina Ortega
Ramón Medina Ortega (Brihuega 7 de junio de 1891-Córdoba 1 de noviembre de 1964) fue músico y compositor, autor de una amplia colección de canciones principalmente dedicadas a personajes y lugares típicos de Córdoba, que le otorgó el sobrenombre de El Cantor de Córdoba

## Biografía
- Ramón Medina nace en Brihuega (Guadalajara) en 1891. Primer hijo (de cinco hermanos) del procurador Ramón Medina Atienza y de Odalberta Ortega Vigil de Quiñones.
- La familia llegó a Córdoba en 1903 debido a un traslado del padre que vino a ocupar el puesto de oficial de Sala de la Audiencia Provincial de Córdoba.
- Entre 1913 y 1916 trabajó en el Diario de Avisos, hasta el cierre de éste.
- En 1915 contrae matrimonio con Carmen Hidalgo García con la que tuvo cinco hijos.
- En 1929 entra como redactor en la sección de sucesos del Diario de Córdoba donde trabajo hasta su cierre en 1936. Esta etapa le permitó entablar amistad con su director, Ricardo de Montis (autor de Notas Cordobesas) quien le acercaría a las tradiciones y costumbres cordobesas.
- Trabajó sucesivamente en una notaría, en el Centro Técnico Industrial y abrió una droguería en el castizo barrio de San Agustín que le permitiría conocer de cerca a los frailes dominicos que regentaban la iglesia del barrio y al mismo tiempo el  Santuario de Santo Domingo de Scala Coeli], en la sierra cordobesa, al que Ramón Medina dedicaría varias de sus más conocidas canciones.
- En 1934 funda la Peña Cultural "El Limón".
- En 1955 recibe la Encomienda de Alfonso X El Sabio y es nombrado académico de la Real Academia de Córdoba y Socio de Honor de la Asociación de la Prensa.
- Fallece el 1 de noviembre de 1964 en la ciudad de Córdoba suscitando muchos testimonios de dolor en los días sucesivos.
- En mayo de 1966, por suscripción popular[2] se inaugura en la Plaza de San Agustín un busto del compositor.
- En 1993, treinta años después su muerte, el Ayuntamiento de Córdoba le nombra Hijo Adoptivo de la ciudad.

## Formación
- La madre de Ramón Medina, de origen aristocrático, tocaba el piano e inculcó en su hijo el amor por la música, iniciándolo en el solfeo con sólo seis años.
- A los once años ingresó en el coro de niños cantores de la Catedral de Córdoba, donde recibió enseñanzas de canto del maestro de capilla Juan Antonio Gómez Navarro.
- Más tarde acudiría a la Escuela Provincial de Música dirigida por Cipriano Martínez-Rücker, célebre compositor cordobés.
- En 1904 ingresa en el Real Centro Filarmónico Eduardo Lucena de Córdoba donde fue discípulo de José Molina León, director de esta institución.
- Pese a todo, Ramón medina fue autodidacta y nunca cursó estudios reglados de música. Sus composiciones surgian de su creatividad y de hecho fue su hijo, Ramón Medina Hidalgo, catedrático de piano en el Conservatorio de Córdoba el encargado de recopilar y transcribir la obra de su padre a lenguaje musical.

## La Peña El Limón
En el barrio de San agustín, cerca de la plaza del mismo nombre, en el número 4 de la calle Montero, se sitúa la taberna "El Pancho" a la que acudía Ramón Medina al finalizar la jornada laboral, para disfrutar de un rato de tertulia con un grupo de amigos. Al fondo de la taberna existe un minúsculo patio presidido por un limonero, donde el maestro gustaba de componer sus temas, así como compartirlos y ensayarlos con sus amigos.
En el año 1934, deciden convertir su tertulia en la Peña Cultural El Limón, en honor al arbolito que presidía su reunión. Ramón Medina fue su primer presidente hasta su fallecimiento, y como él mismo definía, la finalidad de la peña era "sostener la amistad y continuar las tradiciones musicales de Molina, Lucena, Martínez Rücker y Paco Romero" además de "exaltar todo lo que formara parte del espíritu de Córdoba"
A la muerte de Ramón Medina, la peña casi desaparece pero varios amigos la refundan 1974 asumiendo la presidencia José Molina Prieto (Pepe Molina), discípulo y amigo del maestro, también compositor muy influenciado por la obra del maestro Ramón. A partir de ese momento la peña fue más conocida con el nombre de los Amigos de Ramón Medina, manteniendo en la actualidad, tras varios altibajos, el mismo espíritu de amor a Córdoba que mostraba su fundador.

## Obra
Las principales composiciones de Ramón Medina son:

### Romeras
- Caminito de Santo Domingo
- Al Cristo de Scala Coeli
- Cordobesita
- Arroyito de Linares
- Romería de Pedroches
- Arroyo de Corcomé
- Romería de Linares
- Nenas de San Agustín
- La Hermandad Chiquita
- Romancillo del almendro
- Santuario Cordobés
- Ofrenda a Nuestra Señora de Linares
- Himno de San Álvaro

### Coplillas Navideñas
- La Cuesta del Reventón
- Las Campanas de la Mezquita
- Nochebuena Cordobesa
- Echa vino manijero
- Abre ventero la puerta
- Ni ventana ni balcón

### Villancicos
- La perla mejor
- Noche
- Aurora boreal

### Canciones
- Flores en el pelo
- A la mujer cordobesa
- Callejita de las Flores
- Ya van a la cruz de mayo
- Noches de mi Ribera
- Serenata a la Mezquita
- Canción del Puente Viejo
- Ferialas
- Cordobesanas
- La Niña de la Ribera
- El pedimento